# Jetpelare

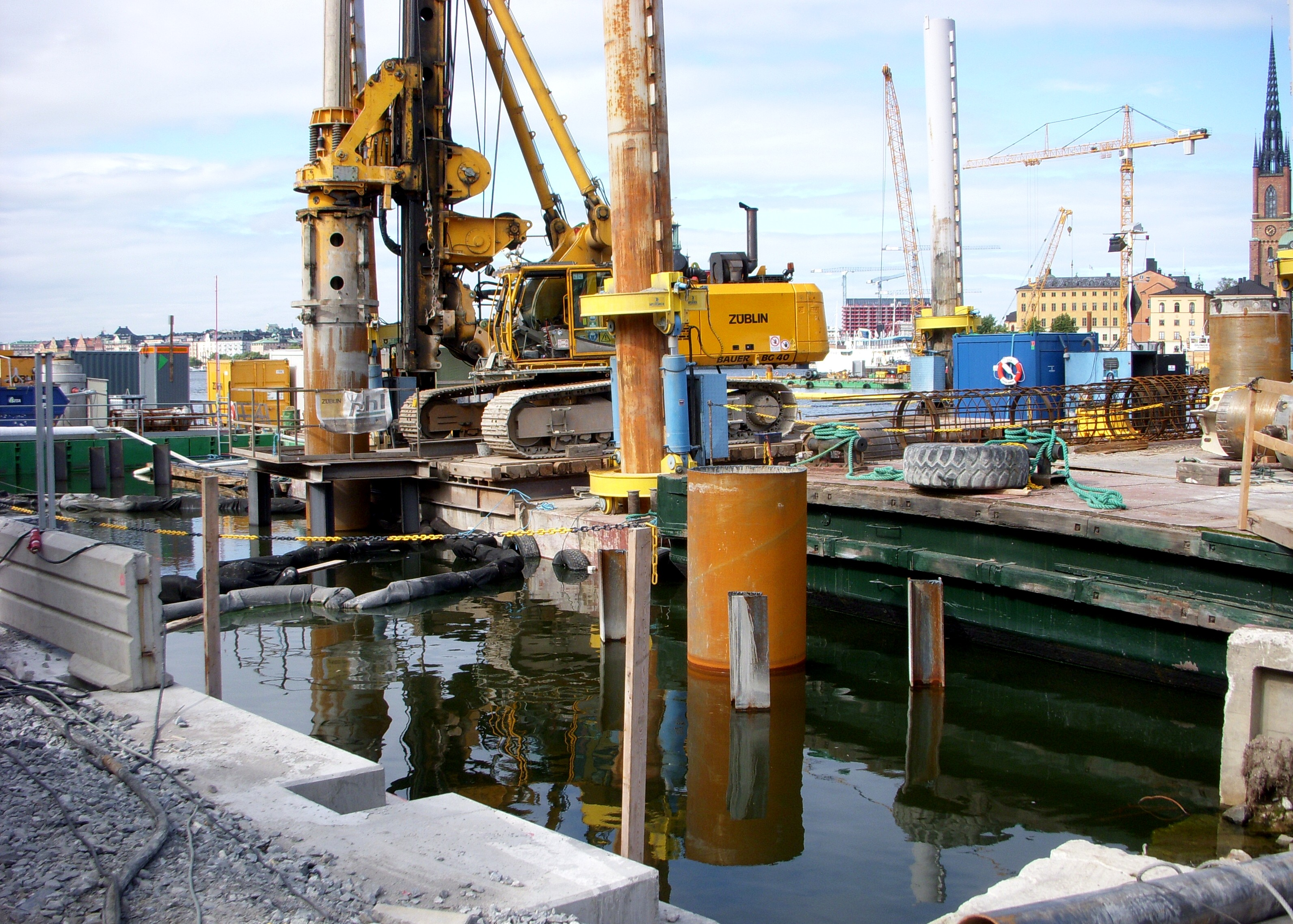
Arbeten med jetpålning för Citybanans Söderströmstunneln.

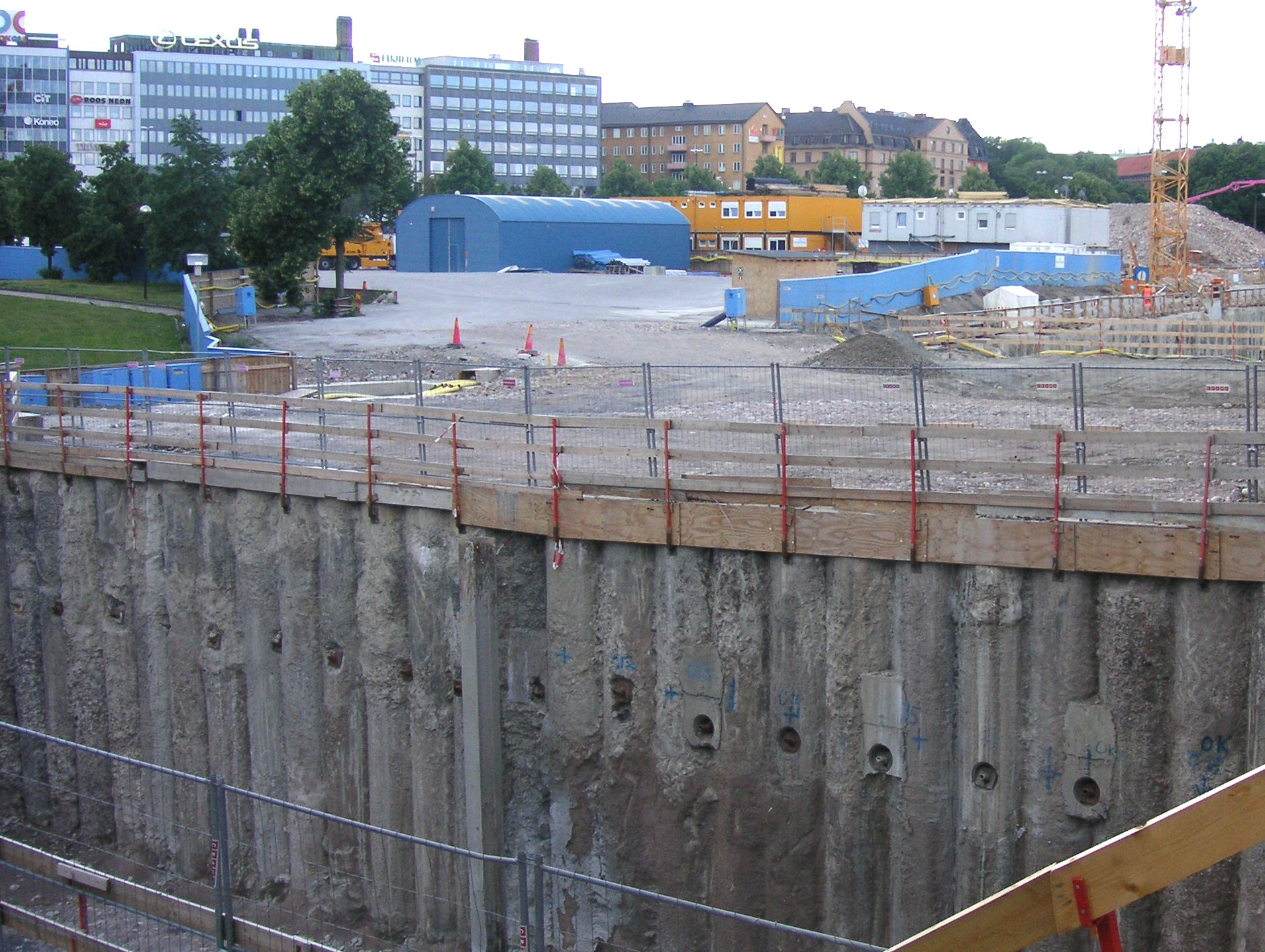
Spontvägg bestående av tätt intill varandra ställda jetpelare för Norra länken.

Jetpelare eller jetinjektering med cement är en form av grundförstärkning vid svåra grundförhållanden, som exempelvis lösa jordmassor eller långt avstånd till fast berg. Metoden med jetinjektering kan även användas i samband med tunnelbyggen med begränsad bergtäckning. Utöver en jordförstärkningsmetod är jetinjektering även ett alternativ till spont eller pålning eller för att skapa en underjordisk skärm vid dammar eller sänktunnlar. 
Arbetsmetoden är generellt enligt följande:
- En borrstång med injektionsutrustning (injektionsmonitor) borras ner i marken.
- Cement förs ut (injekteras) under högt tryck i omgivande marken, samtidigt dras utrustningen under rotation upp. Därvid ersätts finare partiklar i marken av cement och grövre partiklar blir ballastmaterial (fyllnadsmaterial).
- Resultatet blir en homogen pelare (jetpelare) med upp till två meter i diameter som utgör ett stabilt underlag för exempelvis fundament. När jetpelarna placeras tätt intill varann blir de till en stabil och tät vägg eller skärm.

I Sverige har jetinjektering bland annat använts vid grundvattenreglering i samband med grundförstärkningsarbeten av Riksdagshuset i Stockholm 2004–2007. Vid förstärkning av brofundamenten för intilliggande Norrbro 2007–2009 installerades över 300 jetpelare för att säkra den över 200 år gamla grundläggningen. För Citybanans Söderströmstunneln i Stockholm har jetinjektering kommit till insats för att skapa ett öppet schakt under vatten för tunnelns sänktunnlar. För Norra länkens sträckning genom Bellevueparken i samma stad utfördes 2008 en spontvägg av tätt ställda jetpelare.